# Wettsteinina dryadis
Wettsteinina dryadis är en svampart som först beskrevs av Emil Rostrup, och fick sitt nu gällande namn av Franz Petrak 1947. Enligt Catalogue of Life ingår Wettsteinina dryadis i släktet Wettsteinina, ordningen Pleosporales, klassen Dothideomycetes, divisionen sporsäcksvampar och riket svampar, men enligt Dyntaxa är tillhörigheten istället släktet Wettsteinina, klassen Dothideomycetes, divisionen sporsäcksvampar och riket svampar. Arten är reproducerande i Sverige. Inga underarter finns listade i Catalogue of Life.